# 501 Legion

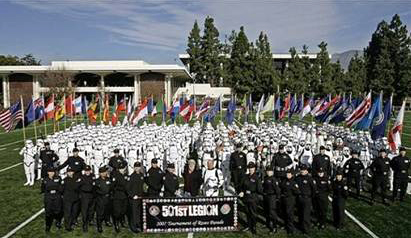
Członkowie 501. Legionu wraz z George'em Lucasem podczas Tournament of Roses Parade w 2007 r.

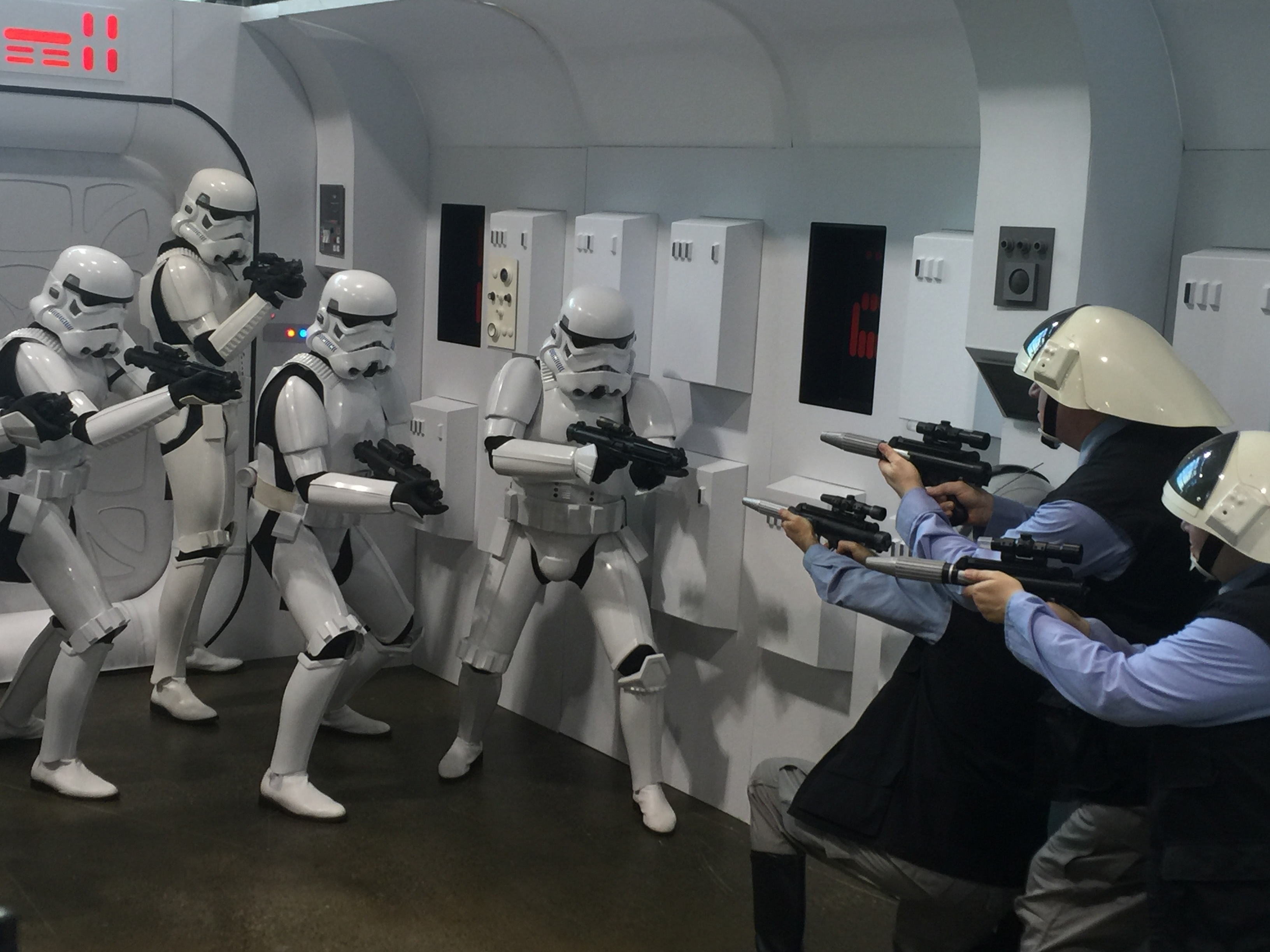
Członkowie 501. Legionu podczas Fan Expo Canada w 2016 r. w Toronto

501. Legion (ang. 501st Legion), nazywany czasem Pięścią Vadera (ang. Vader's Fist) jest organizacją fanów Gwiezdnych wojen, której członkowie tworzą i noszą kostiumy będące dokładnymi replikami strojów noszonych przez postaci „ciemnej strony Mocy” jak np. pancerze szturmowców czy uniformy oficerów imperialnych. Dzięki kilku pozycjom wydawniczym nazwa tej organizacji trafiła do fikcyjnego świata Gwiezdnych wojen jako nazwa jednej z jednostek wojskowych.

## Legion 501 – organizacja fanów

### Historia i członkowie
Legion został założony w USA przez Albina Johnsona i liczy obecnie ponad 14 000 członków z około 60 państw. Z reguły wzbudzają oni duże zainteresowanie na konwentach czy akcjach charytatywnych, w których biorą udział. Ważnym członkiem Legionu jest David Prowse, aktor, który w oryginalnej trylogii Gwiezdnych wojen nosił legendarny strój Lorda Dartha Vadera. Innymi członkami honorowymi są m.in. George Lucas, Mark Hamill, Anthony Daniels i John Williams. Początkowo Legion tworzyli tylko klasyczni szturmowcy, obecnie w jego szeregach znajduje się wiele odmian szturmowców, a także imperialni piloci i oficerowie, Sithowie, Mroczni Jedi, łowcy nagród i inne czarne charaktery ze świata Gwiezdnych wojen. Zbroje szturmowców, noszone przez członków Legionu, robione są przez fanów m.in. z plastiku ABS, PCW i włókna szklanego.

### 501st Legion w Polsce
Polska jednostka Legionu 501 rozpoczęła działalność w 2003 roku, jako Polish Outpost (posterunek). Początkowo liczył jedynie trzy osoby, ale od tego czasu liczba ta stale się powiększa. W 2008 roku rozpoczął starania o zmianę statusu na Garnizon, wynika to z zasad panujących w Legionie, po przekroczeniu liczby 25 członków. 24.12.2008 Polish Outpost otrzymał statut Garnizonu, a liczba członków wzrosła do 30 osób. W chwili obecnej garnizon liczy 113 aktywnych członków. U podstaw działalności Legionu 501st leży pomoc i działania charytatywne.
Obecnie dowódcą polskiego garnizonu jest Cezary Żołyński. Celem Legionu jest uczestnictwo w imprezach poświęconych Gwiezdnym Wojnom i promowanie profesjonalnych kostiumów z Gwiezdnej Sagi, postaci związanych z Galaktycznym Imperium (głównie Szturmowców i personelu militarnego ale także łowców nagród, mieszkańców terenów podległych Imperatorowi, Sithów). Polski oddział można było spotkać m.in. na targach gier komputerowych Warsaw Game Show, na premierze ostatniego filmu z serii Gwiezdne wojny w Poznaniu, podczas Wielkiej Orkiestry Świątecznej Pomocy w Warszawie w styczniu 2005 – 2008 lub w poznańskim Media Markt podczas promocji DVD z filmem Zemsta Sithów. Polish Garrison pojawił się też na międzynarodowych imprezach związanych z Gwiezdnymi wojnami, takimi jak Celebration III, Jedi-Con, Celebration Europe czy festiwal w Dubaju. Członkowie Polish Garrison są również od wielu lat stałymi uczestnikami oraz gośćmi jednego z największych konwentów w Polsce – „Falkon”. Konwent ten jest poświęcony szeroko rozumianej fantastyce i odbywa się co roku w listopadzie w Lublinie.
Polski oddział w 2007 r. współorganizując wraz z gorzowskim fandomem konwent „Dagobah 2007” gościł dwóch aktorów ze starej trylogii:
- Gerald Home, odtwórca roli Tesseka i kalamariańskiego oficera w Powrocie Jedi, 1983 rok.
- Paul Blake, odtwórca roli rodianina Greedo z Nowej Nadziei, 1977 rok.

W 2008 roku PG nawiązał stałą współpracę z firmą Hasbro. W 2008 przyłączył się do akcji gorzowskiego stowarzyszenia Dagobah „Imperium czyta dzieciom” mającą na celu przybliżenie literatury Fantazy i SF najmłodszym. W 2009 rozpoczął akcję „Uśmiech Mocy” – członkowie PG odwiedzają oddziały dziecięce szpitali i placówki wychowawcze. W 2008 roku był współorganizatorem największego w Polsce Konwentu Miłośników Fantastyki „POLCON 2008”, który odbył się w Zielonej Górze.

## Legion 501 w świecieGwiezdnych wojen
Jako hołd dla tej wiernej grupy fanów, jedna z jednostek żołnierzy-klonów z filmu Gwiezdne wojny Epizod III: Zemsta Sithów został nazwany 501 Legionem. To właśnie tą grupa żołnierzy dowodził Darth Vader podczas czystki Rycerzy Jedi w Świątyni Jedi na Coruscant.
Po „Zemście Sithów” Legion stał się stałą częścią kanonu i znalazł swoje miejsce zarówno w serialu jak i w licznych grach komputerowych oraz innych produktach marki Gwiezdne wojny. Jest to elitarna jednostka dowodzona przez klona-komandora Rexa (znanego także jako CC-7567). Od początku klony te towarzyszą generałowi Anakinowi Skywalkerowi – wśród najwcześniejszych operacji z ich udziałem wymienić warto Bitwę o Christophsis.
Niedługo przed Bitwą o Coruscant jednostka jest dyslokowana na Coruscant, by pełnić działania ochronne i porządkowe. W późniejszych latach w skład Legionu 501 wchodzą już klasyczni szturmowcy. Uczestniczyli oni w takich działaniach jak Bitwa o Mustafar, zajęcie Tantive IV czy zajęcie bazy Echo na Hoth.